# Cá chim Ấn Độ
Cá chim Ấn Độ, tên khoa học Ariomma indicum, là một loài cá trong họ Ariommatidae. Chúng được Francis Day mô tả đầu tiên vào năm 1871.